# 우나이자

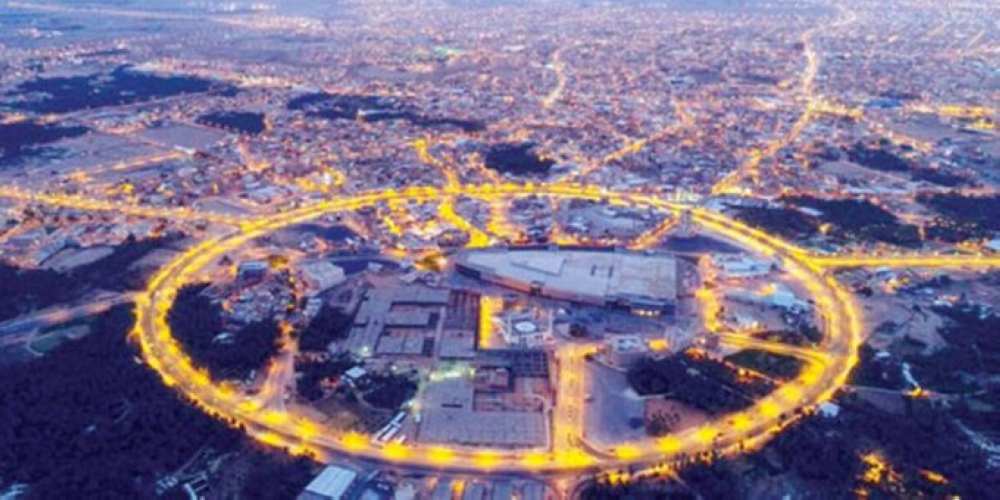
우나이자

우나이자는 사우디아라비아 중북부의 도시이다. 부라이다에서 남쪽으로 25km 떨얼진 오아시스에 위치한다. 인구는 약 40만명으로, 부라이다와 함께 알카심의 양대 도시를 이룬다. 두 도시는 인구 백만 규모의 광역권을 이루고 있고, 연담 도시화가 진행 중이다. 지명인 우나이자는 아랍어로 검은 언덕을 뜻하는 아나즈의 축소형이다. 유서 깊은 역참 도시로, 19세기 초부터 알 술라임 가문이 통치하고 있다. 알 사우드 왕족들의 주지사와 시장을 맡고 있는 다른 사우디 도시들과 달리 우나이자는 사우드-살림 협정에 따라 토착 알 술라임 가문이 통치하고 있다. 그 배경에 대해서는 하단 역사 단락에 상세히 설명되어 있다. 오랜 역사에도 근대 시기 잦은 전쟁으로 유적은 거의 없고, 네지드 최대의 호수인 동쪽의 우슈지아 염호가 주요 볼거리이다.

## 같이 보기
- 나지드